# Hyssura producta
Hyssura producta är en kräftdjursart som beskrevs av Norman och Stebbing 1886. Hyssura producta ingår i släktet Hyssura och familjen Hyssuridae. Inga underarter finns listade i Catalogue of Life.